# Cerkiew Wniebowstąpienia Pańskiego w Olchowcach
Cerkiew Wniebowstąpienia Pańskiego w Olchowcach – historyczna cerkiew i parafia istniejąca na terenie gminy Sanok w okresie od 1844 do 1946.
Znajduje się w dzielnicy Sanoka, Olchowcach. Jest położona przy ulicy Kółkowej, w praktyce tuż przy głównej arterii komunikacyjnej ulicy Przemyskiej (droga krajowa nr 28).
Cerkiew została zbudowana w 1844, gdy proboszczem był ks. Petro Jarosewycz. Obecnie drewniana cerkiew funkcjonuje jako kościół rzymskokatolicki parafialny. Wewnątrz mieści się zabytkowy ikonostas. Obok budynku jest murowana dzwonnica, wybudowana w 1927 ze środków ofiarowanych przez emigrantów (imiona dzwonów: Joan, Wołodymyr, Mykoła).

## Historia
Ośrodek duszpasterski w Olchiwcjach (łemkowskie Wilchiwci) funkcjonuje od czasów udzielnych ruskich książąt, którzy posiadali tutaj swoje dobra i zarządzali nimi poprzez swoich zarządców. Po upadku w 1340 roku staro–halicko-ruskiej administracji przeszły te dobra na własność królów polskich. Jednak olchowieccy zarządcy sprawowali swój urząd jakieś 200 lat za czasów polskich, a nawet zajmowali wysokie stanowiska w sanockich sądach.
Najstarsza wzmianka o olchowieckiej cerkwi widnieje w 1442 roku, wtedy polski król Władysław Warneńczyk nadał ją razem z gruntami za zasługi Piotrowi Czeszykowi, synowi sanockiego sędziego z Tyrawy Solnej Mikołaja Czeszyka. Imiona dawnych olchowieckich duchownych z tytułami „batko”, „Baytko” znajdujemy w XI i XVI tomach Sanockich Grodzkich i Ziemskich Akt.
Późniejszych świadectw, co do służby i wydarzeń w olchowieckiej parafii aż do pierwszego rozbioru Polski w 1772 roku należy szukać w niewykorzystanych jeszcze naukowo do tej pory historycznych materiałach greckokatolickiego przemyskiego Kapitulnego Archiwum. Po rozbiorze Polski olchowiecką Królewszczyznę przeniosła austriacka administracja do Tyrawy Solnej, gdzie specjalnie ad hoc utworzono tzw. „Verwaltungs – Amt”.
W Bykowcach była kiedyś samodzielna greckokatolicka parafia. Za panowania austriackiego cesarza Józefa II przyłączono ją jako dojazd do parafii w Olchowcach. W tym czasie miejscowi właściciele ziemscy sprowadzili kilku Mazurów do Bykowiec. Przez zapoczątkowaną przez nich praktykę mieszanych małżeństw z ruskimi dziewczynami, w końcu XIX wieku doszło do tego, że Bykowce stały się na pół polsko-ruską osadą. Jeszcze teraz (2007) pokazują w Bykowcach miejsce, gdzie stało kiedyś miejscowe greckokatolickie plebaństwo.
Z początkiem XIX stulecia przyłączono jeszcze za ks. Piotra Jarosewicza do olchowieckiej parafii greckokatolickiej nielicznych mieszkańców z małżeństw mieszanych z wioski Liszna, gdzie jeszcze do tej pory mieszka kilkadziesiąt osób obrządku greckokatolickiego. Obecnie w tej wsi nikt już nie posługuje się językiem rusińskim. Latynizacji wioski dokończyli również w przeciągu stuleci miejscowi polscy właściciele ziemscy.

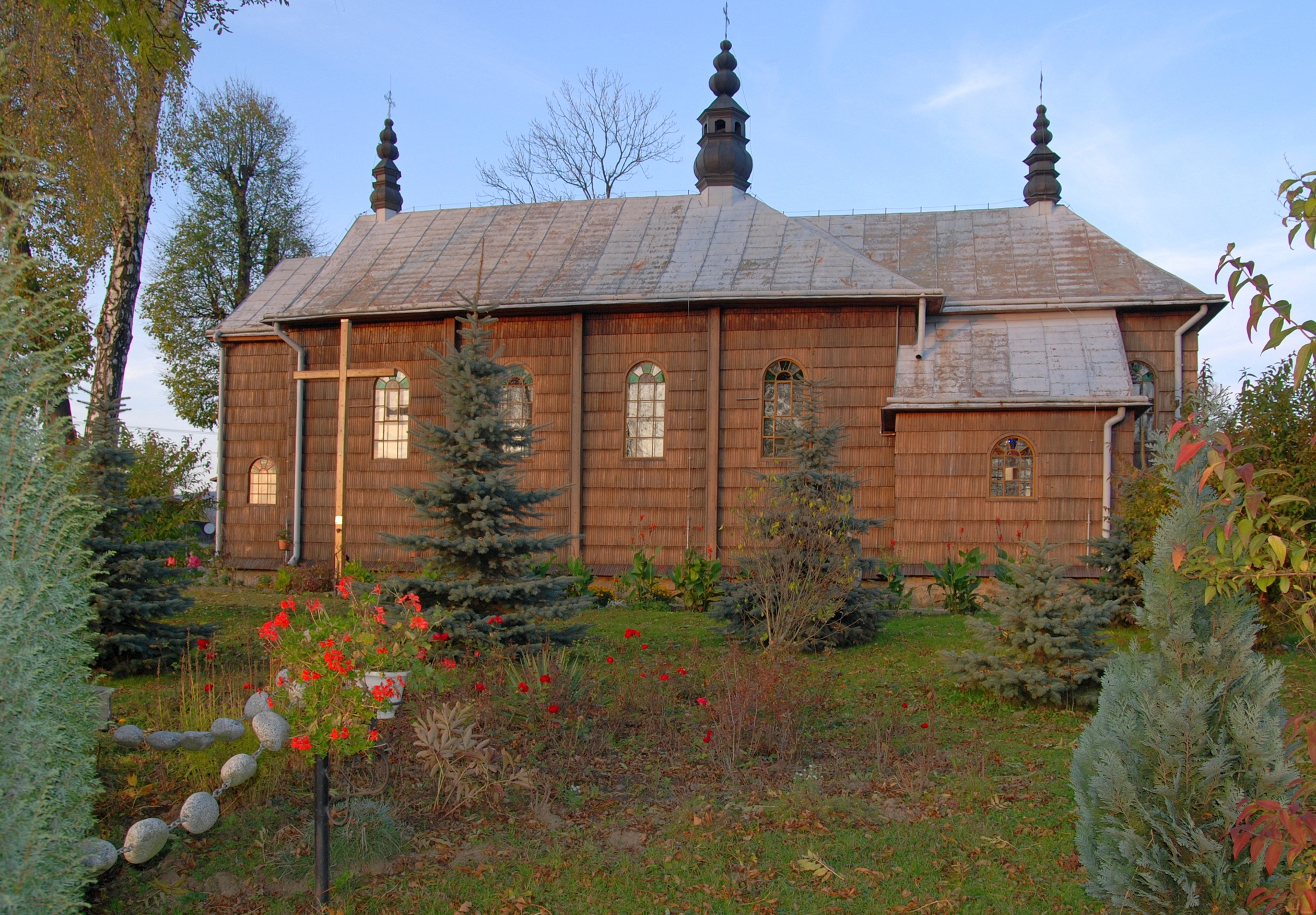
Elewacja południowa
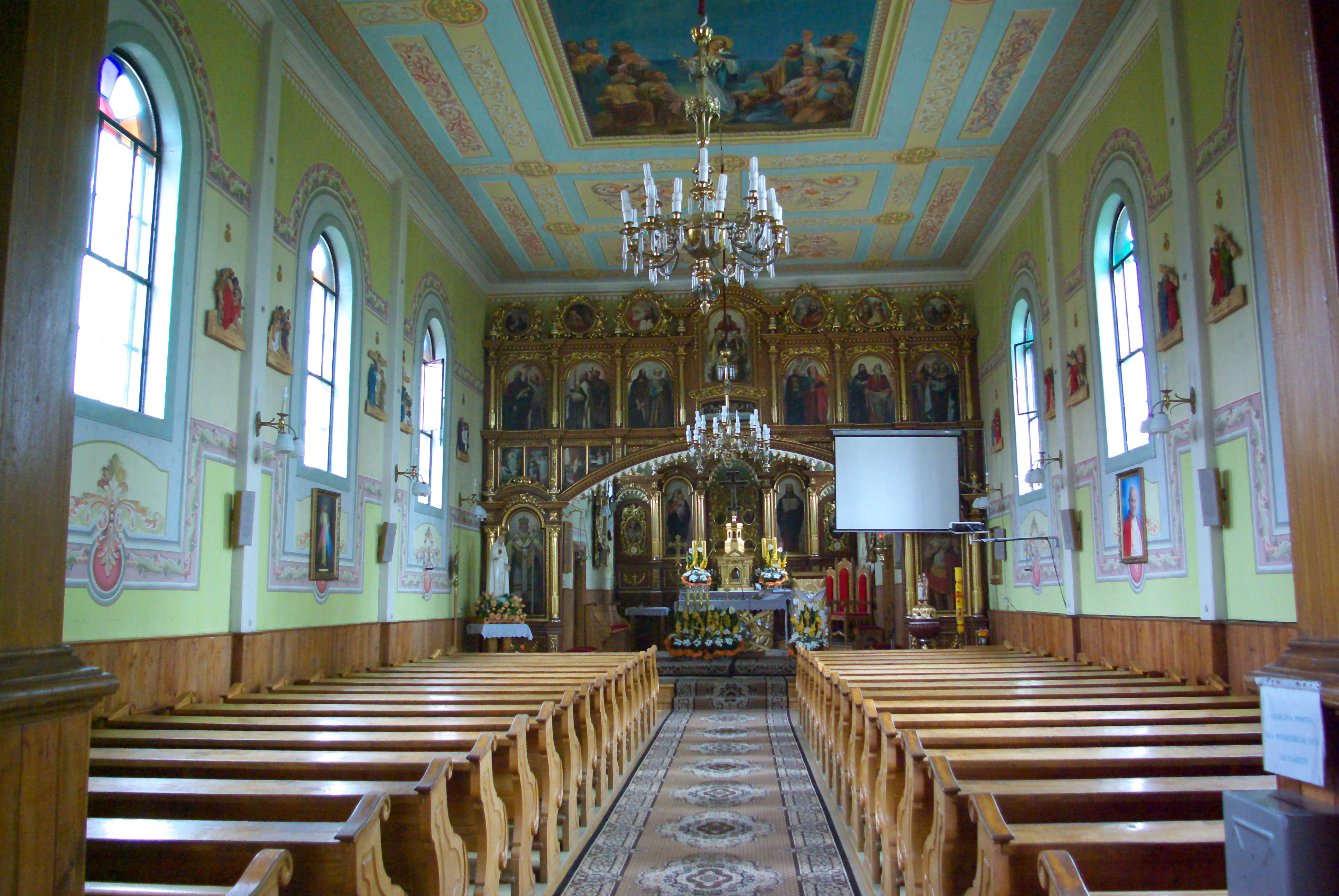
Wnętrze
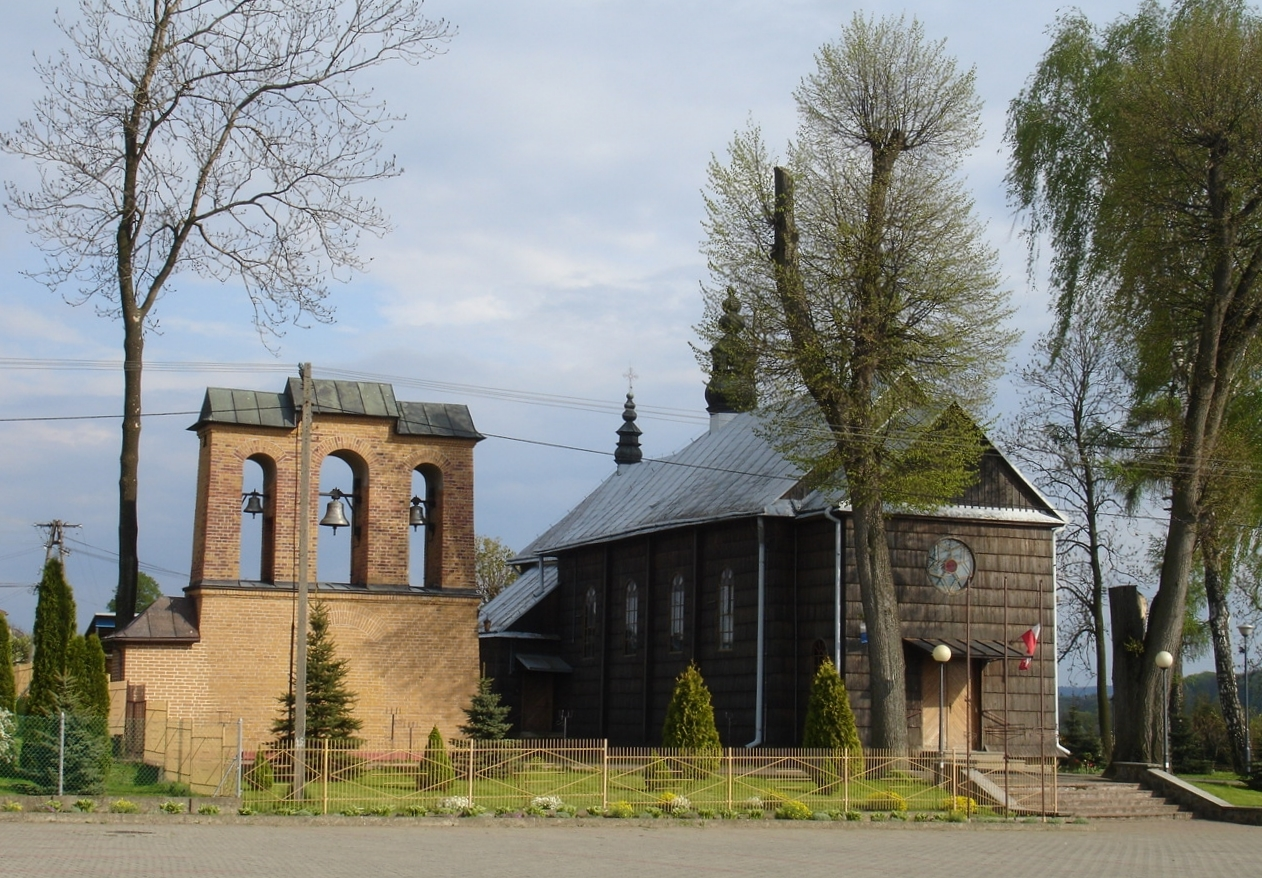
Elewacja frontowa z dzwonnicą

O. Piotr Jarosewicz wybudował cerkiew i probostwo w Olchowcach. Po jego śmierci (+1830) przyszedł do Olchowiec o. Antoni Borkowski, który wiele zasłużył się w pracy nad religijnym podniesieniem parafii. Po nim objął rządy w Olchowieckiej parafii o. Dymitr Zublikiewicz, za którego założono w wiosce parafialną szkołę, przemianowaną w 1861 roku na trzyklasową. W niej egzaminował wszystkich (diakon?) nauczyciel Michaił Lisowskij, uczył 40 lat. W 1872 otrzymał parafię w Olchowcach o. Teodor Semećka, który duszpasterzował tu do 1900 roku. Jego wnuk o. Antoni Krynicki wybudował nową cerkiew w Bykowcach. Następny miejscowy proboszcz o. Aleksander Witkowić (+1921) zajął się upiększaniem podupadłej cerkwi w Olchowcach i ustanowił mistrza dla wysłużonego gimnazjum katechetę w Sanoku o. Josyfa Moskałyka, który duszpasterzował tutaj aż do śmierci (6 grudnia 1931 r.).
Podczas I wojny światowej 1914-1918 była uszkodzona i odbudowywana. Od 1948 budynek byłej cerkwi jest siedzibą kościoła oraz parafii rzymskokatolickiej pw. Wniebowstąpienia Pańskiego w Sanoku. Cerkiew w 1972 została włączona do uaktualnionego wówczas spisu rejestru zabytków Sanoka w jego nowych granicach administracyjnych (istniejących do 1977). Cerkiew oraz dzwonnica zostały wpisanego do wojewódzkiego oraz do gminnego rejestru zabytków miasta Sanoka.

## Obiekty w otoczeniu
- Obok cerkwi znajduje się pomnik ku czci 40 Polaków-ofiar okupanta niemieckiego z lat 1942–1944[8]. Inskrypcja głosi: "Miejsce uświęcone krwią Polaków pomordowanych przez oprawców hitlerowskich w latach 1942 – 1944”. Społeczeństwo miasta Sanoka 1974". Pomnik został odsłonięty 20 lipca 1975 roku jako czyn społeczny, a jego projektantem był Wojciech Kurpik[9][10]. Inicjatorem było sanockie koło ZBoWiD[11].
- Figury i rzeźby[12][13]:
  - Figura św. Jana z Dukli na postumencie przy parkingu obok świątyni, pierwotnie na ściętym pniu drzewa[14].
  - Rzeźba Matki Boskiej w oszklonej gablocie (z lat 1999-2002) w ogrodzie przy świątyni
  - Figura św. Stanisław Kostki w otoczeniu plebanii
  - Rzeźba Jezusa Frasobliwego z drewna przy plebanii
  - Figura św. Józefa z Dzieciątkiem Jezus w drewnianej kapliczce na ściętym pniu drzewa w ogrodzie przy świątyni